# Comuna de Kowal
Kowal (polaco: Gmina Kowal) é uma gminy (comuna) na Polónia, na voivodia de Cujávia-Pomerânia e no condado de Włocławski. A sede do condado é a cidade de Kowal.
De acordo com os censos de 2004, a comuna tem 4151 habitantes, com uma densidade 36,2 hab/km².

## Área
Estende-se por uma área de 114,75 km², incluindo:
- área agricola: 67%
- área florestal: 22%

## Demografia
Dados de 30 de Junho 2004:
|                      | Total   | Total | Mulheres | Mulheres | Homens  | Homens |
| -------------------- | ------- | ----- | -------- | -------- | ------- | ------ |
|                      | pessoas | %     | pessoas  | %        | pessoas | %      |
| População            | 4151    | 100   | 2051     | 49,4     | 2100    | 50,6   |
| Densidade (pop./km²) | 36,2    | 100   | 17,9     | 17,9     | 18,3    | 18,3   |

De acordo com dados de 2002, o rendimento médio per capita ascendia a 1152,63 zł.

## Subdivisões
- Bogusławice, Czerniewiczki, Dąbrówka, Dębniaki, Dobrzelewice, Dziardonice, Gołaszewo, Grabkowo, Grodztwo, Kępka Szlachecka, Krzewent, Nakonowo, Przydatki Gołaszewskie, Rakutowo, Strzały-Więsławice, Unisławice, Więsławice-Parcele.

## Comunas vizinhas
- Baruchowo, Choceń, Kowal, Lubień Kujawski, Włocławek